# Ist das alles?
Ist das alles? mit dem Untertitel 13 Höhepunkte mit den Ärzten ist das erste Kompilationsalbum der deutschen Punkrock-Band Die Ärzte aus dem September 1987. Singleauskopplungen waren allerdings mit Gehn wie ein Ägypter (eine deutschsprachige Version des Bangles-Hits Walk Like an Egyptian), 2000 Mädchen und Radio brennt Titel, die noch auf keiner LP vorher veröffentlicht worden waren.
Das Album erreichte Platz 22 der deutschen Album-Charts und wurde mit Gold ausgezeichnet. Gehn wie ein Ägypter erreichte Platz 44, Radio brennt Platz 50 der deutschen Single-Charts.

## Hintergrund
Nachdem die deutsche Bundesprüfstelle für jugendgefährdende Schriften im Januar 1987 das Album Die Ärzte auf die Liste der jugendgefährdenden Schriften gesetzt und auch das Album Debil drei Jahre nach dessen Erscheinen nachträglich indiziert hatte, blieb von den Ärzten lediglich das Album Im Schatten der Ärzte frei im Handel erhältlich. Die beiden anderen Alben durften in Deutschland nicht mehr beworben oder frei zugänglich verkauft werden. Deshalb entschloss sich die Band zur Veröffentlichung dieses Albums, das aus den Singles der ersten drei Alben sowie mehreren neu geschriebenen Titeln bestand.
Einen Monat später folgte mit der Mini-LP Ab 18 das Gegenstück zu Ist das alles? – 13 Höhepunkte mit den Ärzten: eine Zusammenstellung indizierter, anderer vermeintlich „schlüpfriger“ Songs, sowie drei neuer Titel.

## Gestaltung
- Im Gegensatz zu den umfangreichen Booklets späterer Best-of-Alben der Band (Das Beste von kurz nach früher bis jetze und Bäst of) liegt der CD-Ausgabe nur eine vierseitige Einlage mit Songcredits bei.
- Die Tracklist auf der Rückseite ist mit „Top 20 Scharts“ betitelt. Die ersten 13 Titel der Charts entsprechen der Tracklist des Albums. Die Plätze 14 bis 20 enthalten Hits aus der Zeit der Veröffentlichung, davon vier Mal Modern Talkings Geronimo’s Cadillac in (teils fiktiven) Interpretationen verschiedener Künstler. Dabei handelt es sich um den Titel bzw. die Interpreten, die im Lied Radio brennt erwähnt werden.

| Platz | Vorige [sic] Platzierung | Titel                         | Interpret               |
| ----- | ------------------------ | ----------------------------- | ----------------------- |
| 1     | 44                       | Gehn wie ein Ägypter          | Die Ärzte               |
| 2     | 1                        | Du willst mich küssen         | Die Ärzte               |
| 3     | NEW                      | 2000 Mädchen                  | Die Ärzte               |
| 4     | 2                        | Mysteryland (Remix)           | Die Ärzte               |
| 5     | 11                       | Zu spät (Maxi-Version)        | Die Ärzte               |
| 6     | 6                        | El Cattivo (1987 Bad Boy-Mix) | Die Ärzte               |
| 7     | NEW                      | Radio brennt                  | Die Ärzte               |
| 8     | 6                        | Alleine in der Nacht          | Die Ärzte               |
| 9     | 10                       | Buddy Holly’s Brille          | Die Ärzte               |
| 10    | 2                        | Dein Vampyr (Remix)           | Die Ärzte               |
| 11    | -                        | Erna P.                       | Die Ärzte               |
| 12    | 1                        | Wie am ersten Tag (Remix)     | Die Ärzte               |
| 13    | 4                        | Ist das alles? (Maxi Remix)   | Die Ärzte               |
| 14    | 100                      | Geronimo’s Cadillac           | Modern Talking          |
| 15    | 88                       | Amadeus                       | Falco                   |
| 16    | NEW                      | Geronimo’s Cadillac           | Dieter + Nora           |
| 17    | 97                       | Lady in Red                   | Chris de Burgh          |
| 18    | 78                       | Geronimo’s Cadillac           | Die Ärzte               |
| 19    | 82                       | Like a Virgin                 | Mutter Teresa (Madonna) |
| 20    | 14                       | Geronimo’s Cadillac           | Modern Talking          |

## Titelliste
1. Gehn wie ein Ägypter (Original: Liam Sternberg / dt. Text: Die Ärzte) – 2:21
(Originalinterpret: The Bangles: Walk Like an Egyptian)
2. Du willst mich küssen (Farin Urlaub) – 3:09
(erschien bereits 1985 auf dem Album Im Schatten der Ärzte; in dieser Version wird allerdings die Zeile „...am besten heute nacht!“ von Farin Urlaub gesungen)
3. 2000 Mädchen (Farin Urlaub / Bela B., Farin Urlaub) – 3:56 (Album-Version)
4. Mysteryland (Bela B.) – 3:58 (Remix)
(Original erschien auf dem Album Die Ärzte)
5. Zu spät (Farin Urlaub) – 6:51 (Maxi-Version)
(erschien bereits 1985 als B-Seite der Single Zu spät)
6. El Cattivo (Farin Urlaub) – 3:13 (1987 Bad Boy Mix)
(Original erschien auf dem Album Debil)
7. Radio brennt (Farin Urlaub / Bela B., Farin Urlaub) – 2:42 (Album-Version)
8. Alleine in der Nacht (Bela B.) – 2:46 
(erschien bereits 1986 auf dem Album Die Ärzte)
9. Buddy Holly’s Brille (Farin Urlaub) – 3:35 
(erschien bereits 1985 auf dem Album Im Schatten der Ärzte)
10. Dein Vampyr (Bela B.) – 3:09 (Remix)
(Original erschien auf dem Album Im Schatten der Ärzte)
11. Erna P. (Farin Urlaub) – 2:29 
(erschien bereits 1984 als B-Seite der Single Paul)
12. Wie am ersten Tag (Farin Urlaub) – 3:40 (Remix)
(Original erschien auf dem Album Die Ärzte)
13. Ist das alles? (Bela B.) – 5:33 (Maxi Remix)
(Original erschien als Single und auf dem Album Die Ärzte)